# Perejasław (1985)
Perejasław (ukr. Переяслав) – okręt rozpoznawczy projektu 1824B Marynarki Wojennej Ukrainy, były radziecki okręt hydrograficzny „GS-13”.

## Historia
W 1985 roku do służby w Marynarce Wojennej ZSRR wcielono okręt hydrograficzny „GS-13” projektu 1824B. Po wycofaniu ze służby w 1995 roku, w ramach podziału Floty Czarnomorskiej „GS-13” przypadł Ukrainie.

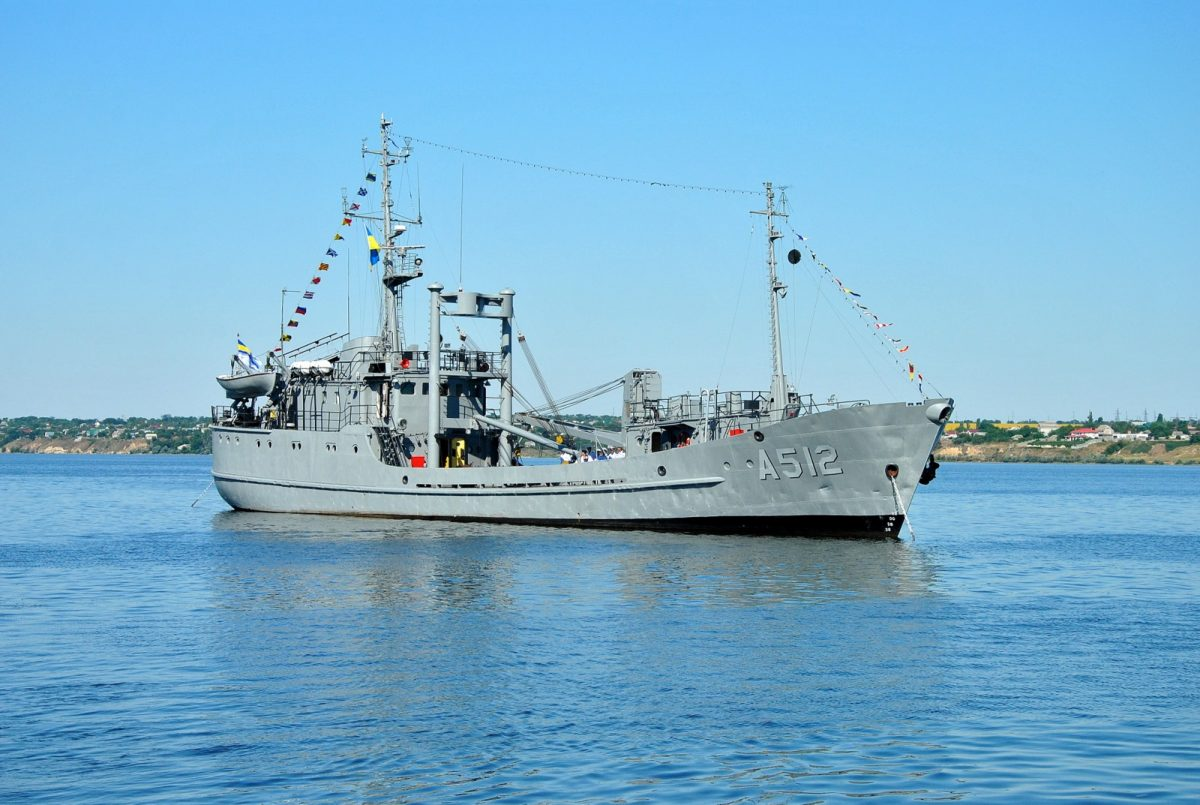
„Perejasław” (2022)

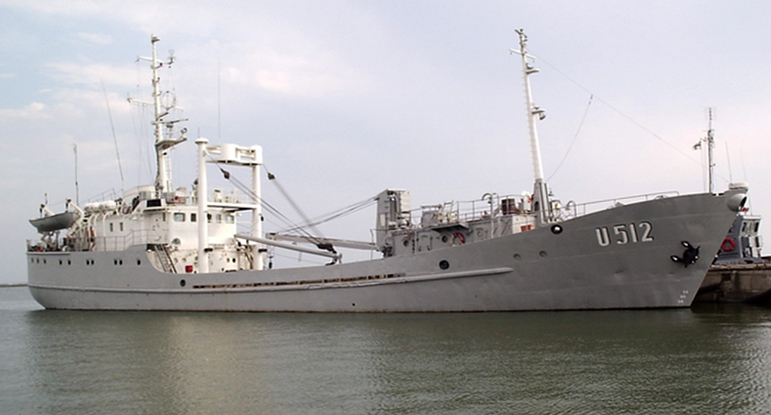
„Perejasław” (2011)

Ukraińską banderę podniesiono na jednostce 28 listopada 1995 roku, i przemianowano na „Perejasław” oraz nadano numer burtowy „U512”. Nowa nazwa okrętu pochodzi od miasta Perejasław. Podczas służby w Ukrainie jednostkę przeklasyfikowano na okręt rozpoznawczy.

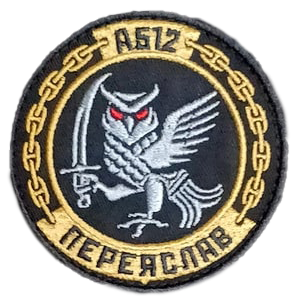
Symbol okrętu rozpoznawczego „Perejasław”

W 2018 roku numer burtowy zmieniono na „A512” zgodny z normami NATO. Według portalu Военный Осведомитель (Informator Wojskowy) 30 marca 2022 roku w wyniku działań Rosyjskich sił specjalnych „Perejasław” przebywający w ujściu Dniepru został skutecznie ostrzelany, ale nie zatopiony.

## Konstrukcja
Długość okrętu wynosi 54,2 metra. „Perejasław” ma 9,3 metra szerokości i 3,95 metra zanurzenia. Okręt rozwija prędkość 11 węzłów. Okręt pozbawiony jest środków radiowywiadu i wywiadu elektronicznego, lecz posiada środki odbioru informacji wywiadowczych i środki dostarczania pojazdów podwodnych.